# Калининградский областной комитет КПСС
Калининградский областной комитет ВКП(б) (с 1952 года — КПСС) существовал с 5 сентября 1946 года по 6 ноября 1991 года в Калининграде.
Комитет избирался областными конференциями КПСС. Занимался реализацией решений областных конференций, организацией и утверждением районных партийных организаций Калининградской области, выполнением решений ЦК партии.
29 января 1991 года переименован в Калининградский областной комитет КП РСФСР (в составе КПСС).
23 августа 1991 года деятельность КП РСФСР (КПСС) приостановлена, а 6 ноября того же года запрещена.

## Первые секретари Калининградского обкома ВКП(б) — КПСС
- Щербаков, Владимир Васильевич (18 июня 1947 — 4 июля 1951)
- Чернышёв, Василий Ефимович (4 июля 1951 — 22 мая 1959)
- Марков, Фёдор Васильевич (22 мая 1959 — 10 июня 1961)
- Коновалов, Николай Семёнович (10 июня 1961 — 14 января 1984)
- Романин, Дмитрий Васильевич (14 января 1984 — 7 сентября 1989)
- Семёнов, Юрий Николаевич (7 сентября 1989 — 23 августа 1991)

## Вторые секретари Калининградского обкома ВКП(б) — КПСС
- Иванов, Пётр Андреевич (23 января — 18 июня 1947)
- Степанов, Николай Васильевич (1952 — январь 1956)
- Коновалов, Николай Семёнович (январь 1956 — 10 июня 1961)
- Логинов, Василий Андреевич (10 июня 1961 — июнь 1983)
- Романин, Дмитрий Васильевич (июнь 1983 — 14 января 1984)
- Малинкин, Юрий Александрович (14 января 1984 — 1986)
- Семёнов, Юрий Николаевич (1986 — 7 сентября 1989)
- Костриков, Борис Иванович (1989 — 1990)
- Савкин, Александр Семёнович (1990 — 1991)